# اسیر گاریتانو
اسیر گاریتانو (اسپانیایی: Asier Garitano‎؛ زادهٔ ۶ دسامبر ۱۹۶۹) بازیکن سابق و مربی فوتبال اهل اسپانیا است.
از باشگاه‌هایی که در آن بازی کرده‌است می‌توان به باشگاه فوتبال کادیس، باشگاه فوتبال اتلتیک بیلبائو، باشگاه فوتبال ایبار و باشگاه فوتبال اتلتیک بیلبائو بی اشاره کرد.
او همچنین در تیم‌های ملی فوتبال زیر ۱۸ سال اسپانیا و زیر ۲۰ سال اسپانیا بازی کرده‌است.